# Petar Stanić
Petar Stanić (in serbo Петар Станић?; Pančevo, 14 agosto 2001) è un calciatore serbo, centrocampista del TSC Bačka Topola.

## Carriera

### Club
Ha iniziato la propria carriera nella squadra della sua città natale, la Dinamo Pančevo. Nel 2020 si trasferisce allo Železničar Pančevo, con cui disputa una stagione in seconda divisione. Il 3 luglio 2021 viene acquistato dalla Stella Rossa, firmando un contratto di durata quadriennale. Fa il suo esordio con i Crveno-beli il 29 agosto successivo, in occasione dell'incontro di Superliga vinto per 1-2 in casa del Čukarički. Un mese dopo ha anche esordito nelle competizioni europee, disputando l'incontro vinto per 0-1 in trasferta contro il Ludogorec, valido per la fase a gironi di Europa League. Nel 2022 viene ceduto in prestito allo Spartak Subotica.

### Nazionale
Nel 2021 ha esordito con la nazionale serba Under-21. 
Nel maggio 2025 viene convocato per la prima volta in nazionale maggiore, in vista delle sfide di giugno.

## Statistiche

### Presenze e reti nei club
Statistiche aggiornate al 26 dicembre 2022.
| Stagione        | Squadra            | Campionato      | Campionato | Campionato | Coppe nazionali | Coppe nazionali | Coppe nazionali | Coppe continentali | Coppe continentali | Coppe continentali | Altre coppe | Altre coppe | Altre coppe | Totale | Totale |
| Stagione        | Squadra            | Comp            | Pres       | Reti       | Comp            | Pres            | Reti            | Comp               | Pres               | Reti               | Comp        | Pres        | Reti        | Pres   | Reti   |
| --------------- | ------------------ | --------------- | ---------- | ---------- | --------------- | --------------- | --------------- | ------------------ | ------------------ | ------------------ | ----------- | ----------- | ----------- | ------ | ------ |
| 2020-2021       | Železničar Pančevo | 1L              | 29         | 6          |                 | -               | -               |                    | -                  | -                  |             | -           | -           | 29     | 6      |
| 2021-2022       | Stella Rossa       | SL              | 12+1       | 1          | CS              | 2               | 1               | UCL+UEL            | 0+1                | 0                  |             | -           | -           | 16     | 1      |
| 2022-2023       | Spartak Subotica   | SL              | 17         | 0          | CS              | 1               | 0               |                    | -                  | -                  |             | -           | -           | 18     | 0      |
| Totale carriera | Totale carriera    | Totale carriera | 59         | 5          |                 | 3               | 1               |                    | 1                  | 0                  |             | -           | -           | 63     | 6      |

## Palmarès

### Club

#### Competizioni nazionali
- Campionato serbo: 1

Stella Rossa: 2021-2022
- Coppa di Serbia: 1

Stella Rossa: 2021-2022